# Mont Rusha
Pour les articles homonymes, voir Rusha.
Le mont Rusha (ルシャ岳, Rusha-dake) est un volcan dans la péninsule de Shiretoko en Hokkaidō au nord-est du Japon.